# Веддерслебен
Веддерслебен (нем. Weddersleben) — деревня в Германии, в земле Саксония-Анхальт. Входит в состав города Тале района Гарц.
Население составляет 1072 человека (на 31 декабря 2006 года). Занимает площадь 6,43 км².
До 31 декабря 2008 года Веддерслебен имел статус общины (коммуны). 1 января 2009 года вошёл в состав города Тале.

## Достопримечательности

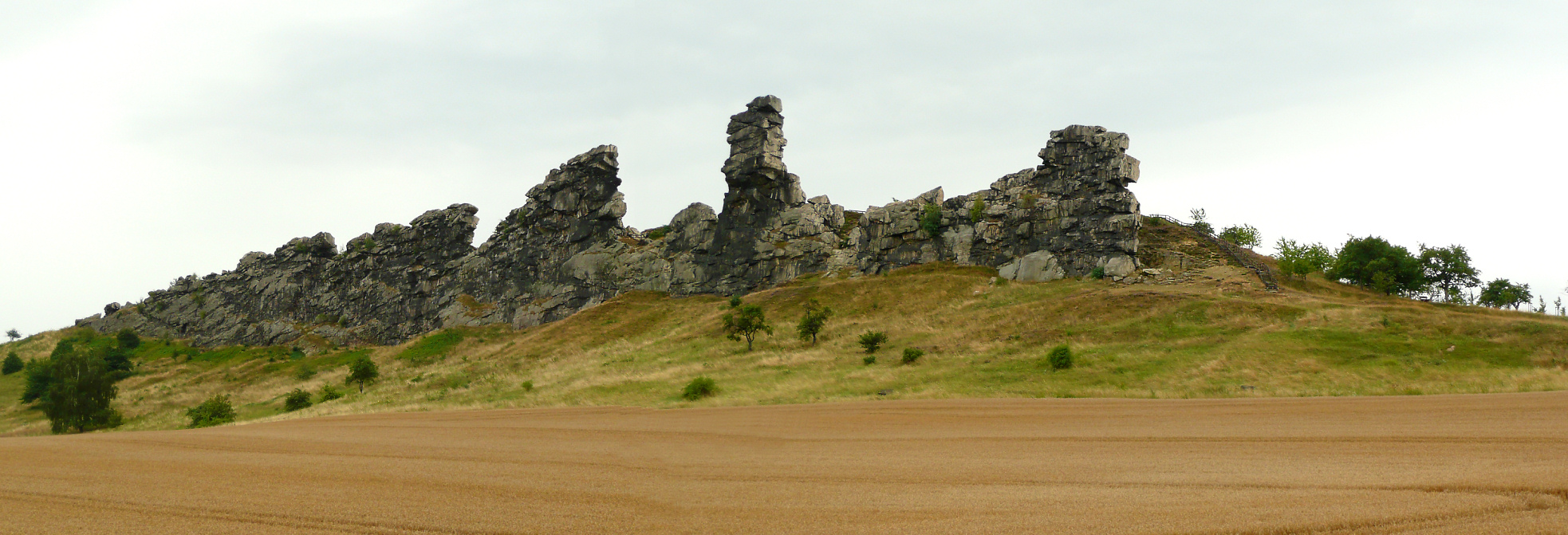
«Чёртова стена»

Вблизи Веддерслебена находится памятник природы, так называемая «чёртова стена».